# Wot's... Uh The Deal?
Wot's... Uh the Deal? es una canción de la banda británica de rock Pink Floyd perteneciente a su álbum Obscured By Clouds, el cual fue utilizado como banda sonora de la película francesa El Valle.

## Composición
La canción cuenta con un riff de guitarra acústica como introducción, el cual posteriormente se extiende con diminutas variaciones por toda la canción. Su tema fundamental es la progresión de Pink Floyd a lo largo de sus primeros años.

## Créditos
- David Gilmour - Voz, guitarra acústica, lap steel.
- Roger Waters - Bajo.
- Richard Wright - Piano, órgano Hammond.
- Nick Mason - Batería.